# ريتشارد رودس
ريتشارد رودس (بالإنجليزية: Richard Rhodes)‏ هو نحات أمريكي، ولد في 1961 في كاليفورنيا في الولايات المتحدة.